# Sapienti consilio
A Sapienti consilio é uma Constituição apostólica promulgada pelo papa Pio X, em 29 de junho de 1908, com o fim de estabelecer uma reforma geral da Cúria Romana.

## Marco histórico
A Sapiente consilio encontra-se no marco das cinco grandes reformas que a Cúria Romana tem tido em sua história, instituição cujo objectivo é ajudar ao Romano pontífice no governo da Igreja católica. A primeira grande reforma foi a de Gregório VII, que em meados do século XI, lhe deu uma maior organização aos clérigos que ajudavam ao papa na administração da Igreja romana, a segunda foi a de Sisto V que com a constituição apostólica Immensa Aeterni lhe deu à mesma praticamente a fisionomia que mantém na atualidade. A terça na Sapiente consilio, com a que Pio X restrutura a Cúria Romana sobre a base das reformas feitas trezentos anos dantes por Sisto V.

## Conteúdo
A Sapienti consilio trata de racionalizar as concorrências dos diferentes organismos da Cúria Romana, suprimindo os órgãos não diretamente eclesiásticos e reorganizando os dezanove dicastérios nos que se encontrava dividida, nas seguintes categorias: Congregações, Tribunais e Escritórios, tendo em conta as concorrências da cada um, redefinidas pelo papa no mesmo documento.

## Consequências
A reforma de Pio X, recolhida em grande parte a Sapienti consilio, introduziu um espírito novo na Cúria Romana, definindo-a em especial modo como o organismo que serve ao Pastor Supremo da Igreja e não a um simples chefe de Estado. Seria o passo prévio às seguintes reformas de Paulo VI em 1967, com a constituição apostólica Regimini Ecclesiae universae, e à de João Paulo II em 1988, com a Pastor Bonus.

No entanto, não todos ficaram satisfeitos com a reforma de Pio X. Os orientais, por exemplo, se sentiram ofendidos porque foram incluídos na Congregação de Propaganda Fide, razão pela qual, Bento XV fundou a Congregação para as Igrejas Orientais em 1917.